# I'm a Cuckoo
I'm a Cuckoo är en musiksingel av Belle and Sebastian, den andra singeln från albumet Dear Catastrophe Waitress, släppt 2004 på Rough Trade Records. Låten "I'm a Cuckoo" är producerad av Trevor Horn. B-sidan "Stop, Look and Listen" flyter ihop med "Passion Fruit" i slutet av låten - en instrumental del som tidigare framförts live. Kvinnan på omslaget är Shantha Roberts. 

## Låtlista

### CD
1. "I'm a Cuckoo" (singelversion) – 3:58
2. "Stop, Look and Listen" – 7:05
3. "I'm a Cuckoo" (av The Avalanches) – 3:59
4. "(I Believe In) Travellin' Light" – 2:37

Innehåller också "I'm a Cuckoo" CD-romvideon

### 7" vinyl
1. "I'm a Cuckoo" (singelversion) – 3:58
2. "(I Believe In) Travellin' Light" – 3:49